# Brampton-Ouest—Mississauga
Pour les articles homonymes, voir Brampton.
Circonscription électorale fédérale du Canada
Brampton-Ouest—Mississauga est une circonscription électorale fédérale de l'Ontario, représentée de 1997 à 2004.
La circonscription de Brampton-Ouest—Mississauga est créée en 1996 d'une partie de Brampton. Abolie en 2003, elle est redistribuée parmi Brampton-Ouest, Mississauga—Brampton-Sud et Mississauga—Streetsville.

## Géographie
En 1996, la circonscription de Brampton-Centre comprenait:
- Une partie des villes de Brampton et de Mississauga

## Députés
| Législature                                                                             | Années                                       | Député                                       | Député                                       | Parti                                        |
| Brampton-Ouest—Mississauga issue de Brampton                                            | Brampton-Ouest—Mississauga issue de Brampton | Brampton-Ouest—Mississauga issue de Brampton | Brampton-Ouest—Mississauga issue de Brampton | Brampton-Ouest—Mississauga issue de Brampton |
| --------------------------------------------------------------------------------------- | -------------------------------------------- | -------------------------------------------- | -------------------------------------------- | -------------------------------------------- |
| 36e                                                                                     | 1997–2000                                    |                                              | Colleen Beaumier                             | Libéral                                      |
| 37e                                                                                     | 2000–2004                                    |                                              | Colleen Beaumier                             | Libéral                                      |
| Redistribuée parmi Brampton-Ouest, Mississauga—Brampton-Sud et Mississauga—Streetsville |                                              |                                              |                                              |                                              |